# Hendrik Heller
Hendrik Heller (* 22. Juli 1986) ist ein deutscher Politiker der NPD. Heller ist seit Januar 2006 Kreisvorsitzender im Wartburgkreis sowie seit Juli 2006 Mitglied im Landesvorstand der NPD Thüringen. Im Verfassungsschutzbericht Thüringen 2006 wurde er als Neonazi eingestuft.

## Werdegang
Hendrik Heller stammt aus Leimbach bei Bad Salzungen. Er schloss sich mit 15 Jahren der rechtsextremen Freien Kameradschaft an. Er wurde eine der Führungskräfte im Nationalen und Sozialen Aktionsbündnis Westthüringen (NSAW). Nach dem Abitur am Staatlichen Dr.-Sulzberger-Gymnasium Bad Salzungen studierte Heller Agrarwissenschaften an der Universität Halle und machte seinen Abschluss als Diplom-Agronom im Jahr 2011. Er arbeitet eng mit dem einstigen Kopf des NSAW und jetzigen NPD-Landesgeschäftsführer Patrick Wieschke zusammen. Heller wurde im Alter von 15 Jahren Mitglied der Freien Kameradschaft Bad Salzungen. Außerdem soll er Mitglied der Schlesischen Jugend in Thüringen gewesen sein.

## Kommunalpolitik
Im Januar 2006 wurde Heller im NPD-Kreisverband Wartburgkreis zum Nachfolger der Vorsitzenden Sylvia Kirschner (damals Berisha) gewählt und war mit 19,5 Jahren der zweitjüngste Chef eines NPD-Verbandes in Thüringen. Von 2009 bis 2019 war er für die NPD im Kreistag des Wartburgkreises.
Im Vorfeld der Landtagswahl 2009 traten die Mitglieder des von Heller geführten Kreisverbandes unter der Bezeichnung „AG Bürgerbeteiligung“ wieder verstärkt in Erscheinung. Über eine Internetseite und den „Wartburgkreis-Boten“ wurde, im Gegensatz zu früher, auf ein unauffälligeres Auftreten mit einem heimatbezogenen, kommunalen Erscheinungsbild gesetzt. Das Nationale und Soziale Aktionsbündnis Westthüringen unterstützte auf kommunaler Ebene den Landtagswahlkampf der NPD.

## Landespolitik
Seit 1. Juli 2006 ist Heller im NPD-Landesverband tätig, zunächst als Beisitzer und derzeit als Schatzmeister im Landesvorstand. Außerdem wies ihn seine Partei 2009 als „Experte im Bereich Agrarwissenschaften“ aus.
Der Kreisverband Wartburgkreis unter Heller stellt zwei der sechs der Beisitzer des Landesvorstandes. Am 17. Juni 2007 eröffnete er zusammen mit Patrick Paul, Kai-Uwe Trinkaus und Patrick Wieschke das erste Thüringer NPD-Bürgerbüro in Erfurt.
Heller war 2008 hochschulpolitischer Sprecher der NPD Thüringen.
Bei der Thüringer Landtagswahl am 30. August 2009 trat Heller auf Platz acht der Landesliste der NPD an. In seinem Wahlkreis Schmalkalden-Meiningen II erreichte 4,5 Prozent der Erststimmen. Die NPD erreichte 4,8 Prozent der Zweitstimmen. Die NPD erreichte landesweit 4,5 Prozent der Zweitstimmen.
Bei der Landtagswahl 2014 war Heller Landeswahlkampfleiter. Er trat auf Platz 7 der Landesliste der NPD an. In seinem Wahlkreis Wartburgkreis II erreichte Heller 5,4 Prozent der Erststimmen. Die NPD erreichte 4,7 Prozent der Zweitstimmen. Die NPD erreichte landesweit 3,6 Prozent der Zweitstimmen.

## Aktivitäten
Hendrik Heller tritt seit 2004 bei NPD-Veranstaltungen, aber auch bei Gruppen wie dem Thüringer Heimatschutz und dem NSAW auf. Er sprach auch beim Thüringentag der nationalen Jugend am 20. Mai 2006 in Altenburg und bei Ersatzmarsch für das verbotene Gedenken an Rudolf Heß im August 2007 in Jena. Darüber hinaus veranstaltete er mehrere Informationsstände im Rahmen der NPD-Mitgliederkampagne im Sommer 2007. Heller trat bei Montagsdemonstrationen im südthüringischen Meiningen auf. Zudem trat er mehrfach im Rahmen so genannter „Antikapitalistischer Kaffeefahrten“ von Neonazis als Redner in Thüringen auf, so z. B. am 4. März 2006 in Ilmenau und am 24. Februar 2007 in Südwestthüringen.
Im Wahlkampf der NPD verteilte er 2009 zusammen mit dem NPD-Kreistagsmitglied Tobias Kammler Schulhof-CDs der NPD mit rechtsextremen Liedern an den Schulen seines Wahlkreises. Heller ist Mitherausgeber des „Wartburgkreis-Boten“, einer kostenlosen Zeitung, welche zunächst durch eine „AG Bürgerbeteiligung“ herausgegeben wurde. Im Hintergrund der Zeitung, die zuletzt im Rahmen des Wahlkampfes zur Kommunalwahlen in Thüringen 2019 in Papierform erschien, steht der NPD-Kreisverband um Patrick Wieschke und Hendrik Heller, der dieses Projekt maßgeblich mit initiiert hat. Der Kreisverband finanziert das Blatt und zeichnet für die inhaltliche Ausrichtung verantwortlich.
Laut Thüringer Verfassungsschutzbericht 2009 zeigte sich Heller auch für die Websites der NPD-Kreisverbände Schmalkalden-Meiningen und Suhl und Wartburgkreis verantwortlich.